# The Velvet Underground (음반)
| 전문가 평가                   | 전문가 평가 |
| 평가 점수                     | 평가 점수   |
| 출처                          | 점수        |
| ----------------------------- | ----------- |
| AllMusic                      | [ 1 ]       |
| Blender                       | [ 2 ]       |
| Chicago Tribune               | [ 3 ]       |
| Encyclopedia of Popular Music | [ 4 ]       |
| Pitchfork                     | 10/10       |
| Q                             | [ 6 ]       |
| Rolling Stone                 | [ 7 ]       |
| The Rolling Stone Album Guide | [ 8 ]       |
| Spin Alternative Record Guide | 10/10       |
| The Village Voice             | A           |

《The Velvet Underground》는 미국의 록 밴드 벨벳 언더그라운드의 세 번째 스튜디오 음반이다. 1969년 3월에 발매된 이 음반은 존 케일의 대체 음반이었던 더그 율과의 첫 음반이었다. 1968년 캘리포니아주 할리우드의 TTG 스튜디오에서 녹음된 이 음반의 사운드(대부분 발라드와 직설적인 록 곡으로 구성됨)는 밴드의 이전 음반에서 주목할 만한 스타일의 변화를 보여주었다. 2003년, 《롤링 스톤》은 역사상 가장 위대한 음반 500장의 목록에서 《The Velvet Underground》를 314위로 선정하였다.

## 배경
밴드의 주요 작곡가인 루 리드는 음반에 대해 이렇게 말했다. "저는 정말로 우리가 또 다른 《White Light/White Heat》를 만들어야 한다고 생각하지 않았습니다. 저는 그것이 끔찍한 실수라고 생각했고, 정말 그렇게 믿었습니다. 저는 우리가 우리의 반대편을 보여줘야 한다고 생각했어요. 그렇지 않으면 우리는 이런 일차원적인 존재가 될 것이고, 그것은 어떤 대가를 치르더라도 피할 수 밖에 없었습니다." 드러머 모린 터커는 "저는 우리가 가는 방향과 그룹의 새로운 침착함에 만족했고, 사람들이 마음을 가다듬고 어떤 음반 회사가 우리를 대신해서 우리를 정의롭게 해주기를 바라며, 좋은 미래에 대해 생각해 보았습니다."라고 말했다. 더그 율은 이 음반이 매우 재미있었다고 말했다. "세션은 건설적이고, 행복하고, 창의적이었으며, 모두가 함께 작업했습니다."

## 음악 및 가사
음반의 구속과 은밀함은 《White Light/White Heat》의 직접적인 연마성으로부터 크게 벗어났다. 《시카고 트리뷴》의 음악평론가 그렉 코트는 포크 록이라고 평했고, 《롤링 스톤》의 트로이 카펜터는 이 록이 감미롭고 멜로디한 록에 초점을 맞췄다고 말했다. 음악 저널리스트 스티브 테일러에 따르면, 《The Velvet Underground》는 더 접근성이 뛰어나 팝 음반이며, "실험적인 사운드 작업보다는 노래에 중점을 두었기 때문에 백 밴드로 불렸다"고 한다.
이 음반에는 단호한 로커 〈What Goes On〉과 〈Begining to See the Light〉 외에도 〈Pale Blue Eyes〉, 〈Some Kinda Love〉, 〈Jesus〉, 〈I'm Set Free〉, 〈That's Story of My Life〉 등 다양한 형태의 사랑에 대한 성찰적이고 멜로디가 담겨 있다. 리드와 스털링 모리슨의 트윈 기타 연주가 밴드의 가장 두드러진 사운드가 되었고, 음반에는 왜곡이 없는 예비 편곡들이 있었다. 밴드의 아방가르드한 뿌리를 보여준 곡은 〈The Murder Mystery〉뿐으로, 라가 리듬과 웅얼거리는 오르간, 겹치는 구어 구절, 경쾌한 선율 보컬이 통합되었다.

## 곡 목록
모든 곡들은 루 리드에 의해 작사/작곡하였다.
| #  | 제목                | 리드 보컬 | 재생 시간 |
| -- | ------------------- | --------- | --------- |
| 1. | 〈Candy Says〉      | 더그 율   | 4:04      |
| 2. | 〈What Goes On〉    | 리드      | 4:55      |
| 3. | 〈Some Kinda Love〉 | 리드      | 4:03      |
| 4. | 〈Pale Blue Eyes〉  | 리드      | 5:41      |
| 5. | 〈Jesus〉           | 리드, 율  | 3:24      |

| #  | 제목                            | 리드 보컬                          | 재생 시간 |
| -- | ------------------------------- | ---------------------------------- | --------- |
| 1. | 〈Beginning to See the Light〉  | 리드                               | 4:41      |
| 2. | 〈I'm Set Free〉                | 리드                               | 4:08      |
| 3. | 〈That's the Story of My Life〉 | 리드                               | 1:59      |
| 4. | 〈The Murder Mystery〉          | 리드, 율, 스털링 모리슨, 모린 터커 | 8:55      |
| 5. | 〈After Hours〉                 | 터커                               | 2:07      |

## 인증
| 국가                               | 인증 | 판매량/출하량 |
| ---------------------------------- | ---- | ------------- |
| 영국 (BPI)                         | 골드 | 100,000       |
| 판매량+스트리밍을 기반으로 한 인증 |      |               |